# Cova del Bisbe
La Cova del Bisbe és una cavitat de la zona mediolitoral formada per erosió de fractura, proper a Tamariu (Palafrugell). Amb prou feines serviria d'aixopluc a una barqueta en cas d'un ruixat estiuenc, que deu el nom a la taca groga on la imaginació dels mariners hi veia la figura d'un bisbe, i en especial la mitra que portava sobre el cap. Forma part del municipi de Palafrugell des del recent acord de modificació de límits amb el municipi de Begur.